# Austalis muscomima
Austalis muscomima är en tvåvingeart som först beskrevs av Hull 1944.  Austalis muscomima ingår i släktet Austalis och familjen blomflugor. Inga underarter finns listade i Catalogue of Life.